# جبل أبو النار
جبل أبو النار عبارة عن جبل بركاني خامد يقع في السعودية، ويقع تحديداً في حرة الشاقة الواقعة بين منطقتي المدينة المنورة وتبوك. يبلغ ارتفاع الجبل نحو 1341 م.